# Klášter paulánů (Nová Paka)
Klášter paulánů je bývalý barokní klášter v Nové Pace. Součástí areálu kláštera je i kostel Nanebevzetí Panny Marie. Klášterní areál je chráněn jako kulturní památka.

## Historie

### Před vznikem kláštera
Na místě současné stavby byl statek a kaple zasvěcená Nanebevzetí Panny Marie, údajně vystavěna roku 1034. Důvodem k jejímu založení byl obraz (či soška) Panny Marie nalezený v nedalekých dolech. V roce 1410 byla rozšířena na kostel a o čtyři roky později k ní byl přidělen plebán. V době husitských válek byl kostelík opuštěn. Během té doby se vystřídalo na panství několik pánů. V roce 1529 se stali gruntovními pány Trčkové z Lípy. Ještě za života Viléma Trčky, byl v roce 1565 kostelík opraven a rozšířen.

### Stavba a fungování
Myšlenka založení kláštera v Nové Pace se zrodila v hlavě Rudolfa z Tiefenbachu, majitele kumburského panství. K jeho rozhodnutí pravděpodobně také přispělo i uctívání zázračného obrazu Rodičky Boží, tehdy umístěného ve farním kostele svatého Mikuláše v Nové Pace. Rudolf z Tiefenbachu ve své poslední vůli napsané roku 1650 odkázal paulánům prostředky a zavázal své dědice vystavět klášter. Bratrům navíc věnoval chotečský statek, koupený již roku 1644 od vídeňských servitů. Poté, co Rudolf z Tiefenbachu zemřel, převzala plnění jeho vůle jeho manželka Marie Eva, která našla místo u staré kaple Nanebevzetí Panny Marie a již rok po smrti svého manžela nechala kopat základy.
Základní kámen byl položen 25. června 1655. Stavba kláštera trvala dlouho, první pauláni se mohli nastěhovat až v roce 1701. Dne 8. května 1701 pak proběhlo slavnostní otevření za přítomnosti hradeckého biskupa Bohumíra Kapouna ze Svojkova. Dne 11. června 1709 byl pak položen základní kámen nového, většího kostela Nanebevzetí Panny Marie. I stavba kostela trvala dlouho, původní kostelík byl stržen až roku 1715 a samotná stavba byla dokončena až v roce 1724.
Slavnostně vysvěcen byl 11. srpna 1724, avšak v té době kvůli chybějícím financím nebyl interiér vybaven. Roku 1727 proběhla veřejná sbírka na vybavení kostela a po sehnání základního mobiliáře byl kostel 28. října 1732 znovu vysvěcen hradeckým biskupem Mořicem Adolfem. Roku 1737 bylo před kostel představeno růžencové schodiště, které vedlo od klášterní lékárny k chrámu. Klášter byl významným poutním místem a přispěl k prestiži Nové Paky.

### Zrušení kláštera
Roku 1785 byl v rámci josefínských reforem zrušen, avšak do vystěhování dne 29. června 1789 v něm stále žilo několik řeholníků. Klášter byl po roce 1791 po částech rozprodáván, kostel převzal roku 1806 pod svůj patronát rod Trauttmansdorffů. Stal se kostelem filiálním a údržbu vykonávalo město. V areálu kláštera byla zřízena tkalcovna a barvírna, ve sklepích se vyráběla lepenka. Také zde byl hostinec a vojenský vychovávací ústav pro děti. Část kláštera sloužila jako divadlo.

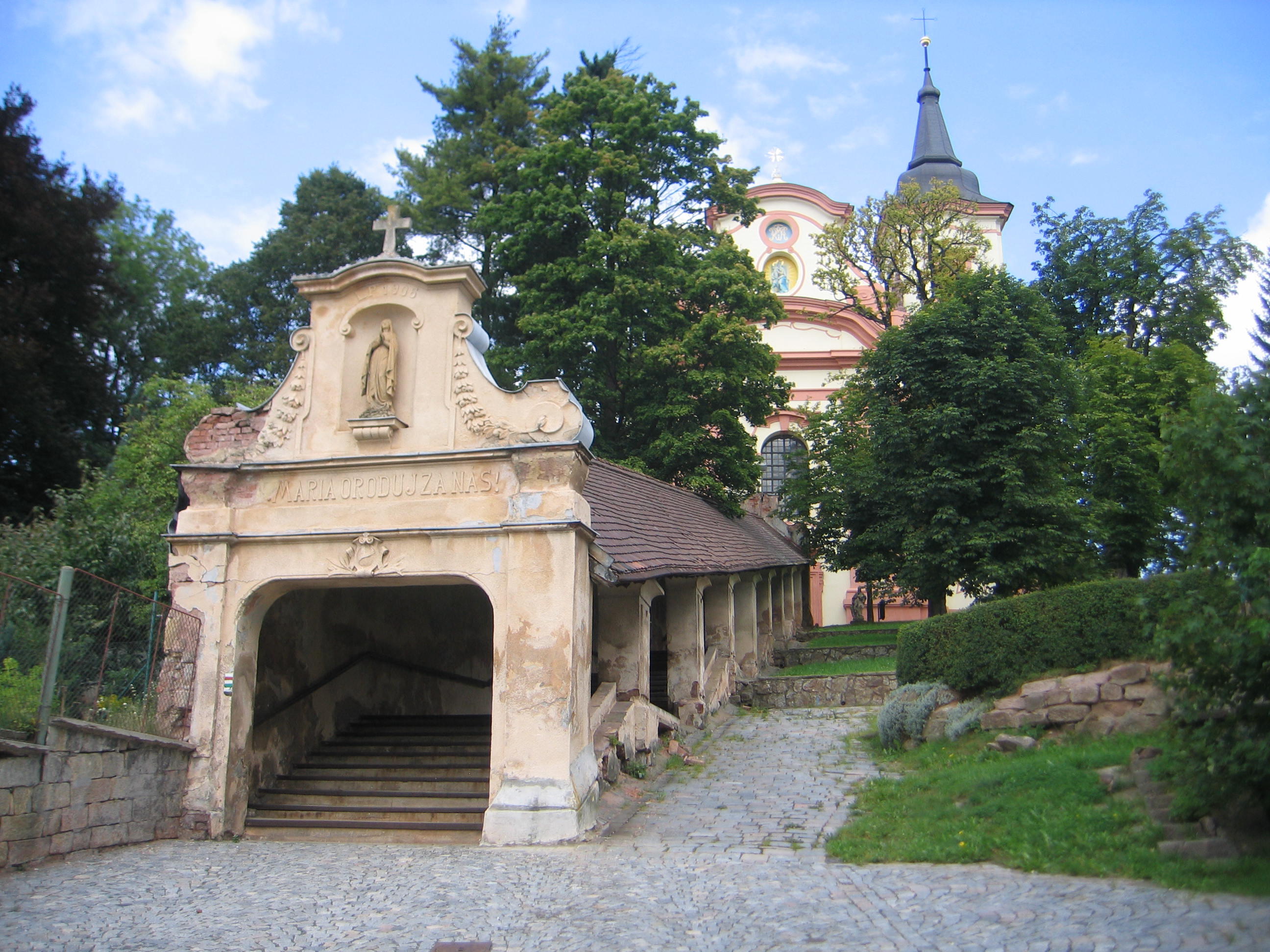
Růžencové schodiště od jihu v roce 2012

Roku 1858 postihl klášter požár. Ačkoliv byly zvony roztaveny, tak vnitřek kostela zůstal nedotknutý. Díky pojištění kláštera i finanční pomoci mecenášů (mimo jiné i císaře Ferdinanda Dobrotivého) byl areál ještě ten samý rok opraven a 13. října 1858 posvěcen jičínským vikářem Antonínem Peterou. Roku 1865 zasáhl věž kostela blesk, zničena byla pouze střecha. V roce 1872 koupilo zastupitelstvo část kláštera, ve které zřídilo okresní nemocnici. V roce 1875 se změnila na veřejnou. Počet lůžek se zvýšil postupně ze 77 na 100 vybavených lůžek. Nemocnici sloužil areál až do roku 2004.

### 20. a 21. století
V roce 1924 byl kostel pod památkovým dohledem opraven. Od roku 1958 je areál kláštera zapsán jako kulturní památka. V roce 2004 se nemocnice přestěhovala a roku 2006 koupil budovy od kraje za deset milionů spolek Život bez bariér. Město areál odmítlo převzít. Roku 2019 bylo růžencové schodiště uznáno jako zchátralé. Hrozilo dokonce zřícení některých částí a tak bylo rozhodnuto o rekonstrukci. Ta stála 4,3 milionu Kč. Život bez bariér si dal za cíl vybudovat v areálu zázemí pro poskytování sociálních služeb, komunitní centrum a další aktivity cílené pro osoby s handicapem nebo seniory. Organizace získala dotace od kraje i z evropských fondů na opravu budov. Údajný termín dokončení rekonstrukce je září 2021.

## Popis

### Klášter
Klášterní budovy, přiléhající po západní straně ke kostelu, uzavírají třemi dvoutraktovými křídly čtvercový rajský dvůr, čtvrté křídlo tvoří jen ambit. Samotné několikapodlažní budovy kláštera se střešními dostavbami mají chudou a nezdobenou fasádu.

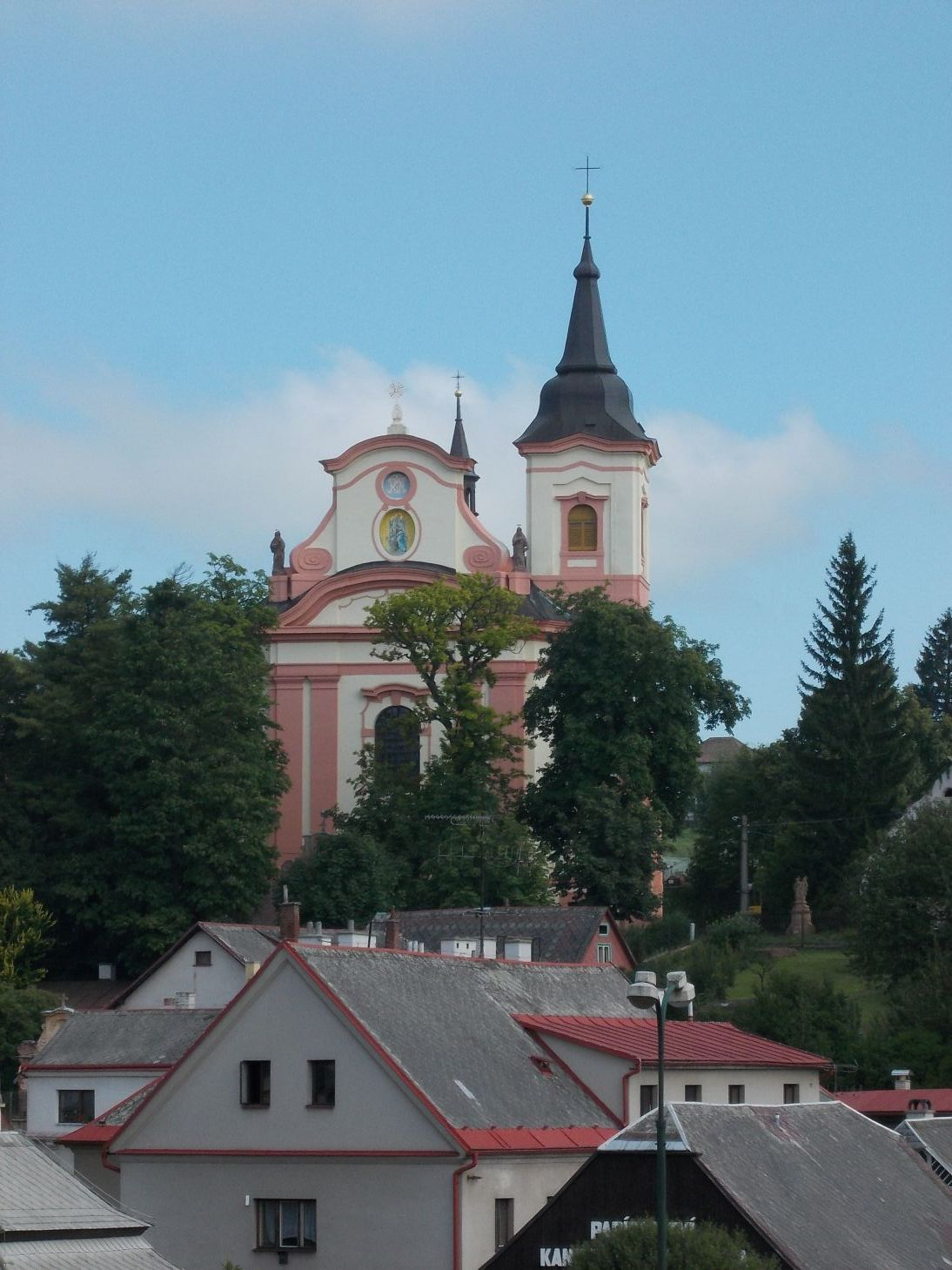
Kostel Nanebevzetí Panny Marie z Masarykova náměstí

### Kostel
Kostel je jednolodní, neorientovaný, na půdorysu obdélníka se zkosenými rohy, do něhož je vepsáno pět napříč položených elips, které se protínají. Loď kostela je dlouhá zhruba 41 metrů a je rozdělená do pěti polí.
Jižní průčelí lemují po stranách dvojice pilastrů, vysazené na vysokých soklech.[zdroj⁠?!] Mezi nimi nad vstupem se nachází půlkruhově zatočené okno v šambráně. Pilastry nesou kladí a korunní římsu, nad níž nalezneme segmentový tympanon. Nad tympanonem se nachází segmentově ukončený štít, ve kterém jsou dva výklenky s křesťanskými motivy. Po stranách jsou voluty a na bocích sochy světců.
Díky architektonickému řešení vnitřního prostoru patří tento chrám k nejpokrokovějším stavbám pozdního baroka v Českých zemích. Dvoumanuálové barokní varhany postavil Jan Horák v letech 1730 až 1740. Hlavní oltář vytvořil Josef Kramolín v 19. století. Jeho dominantou je soška Panny Marie pravděpodobně z přelomu 15. a 16. století.
Kostel má po bocích dalších 7 oltářů.
- Oltář svatého Františka z Pauly (Petr Brandl)
- Oltář svatého Jana Nepomuckého (Petr Brandl)
- Oltář růžencového bratrstva (Jan Sucharda)
- Oltář svatého Jakuba s obrazem „Stětí sv. Jakuba“ (Josef Führich)
- Oltář svatého Pavla (J. Zelený)
- Oltář ukřižovaného Krista Pána s dřevěným křížem
- Oltář Svaté rodiny

Architekt kostela není známý. Nejčastěji se odborníci shodují u jména Kryštofa Dientzenhoffera. Dalším spekulovaným jménem je pak Tomáš Haffenecker.

Před vstupem do kostela nalezneme dvě pískovcové sochy. Na západní straně sochu svatého Erazíma na trojdílném podstavci. Erazím je oděn v biskupském rouše, v pravé ruce drží berlu a levou podpírá chlapce. Na východní straně nalezneme sochu svatého Mikuláše na trojdílném podstavci. Postava má stejný postoj jako socha svatého Erazíma, jen zrcadlově otočený.

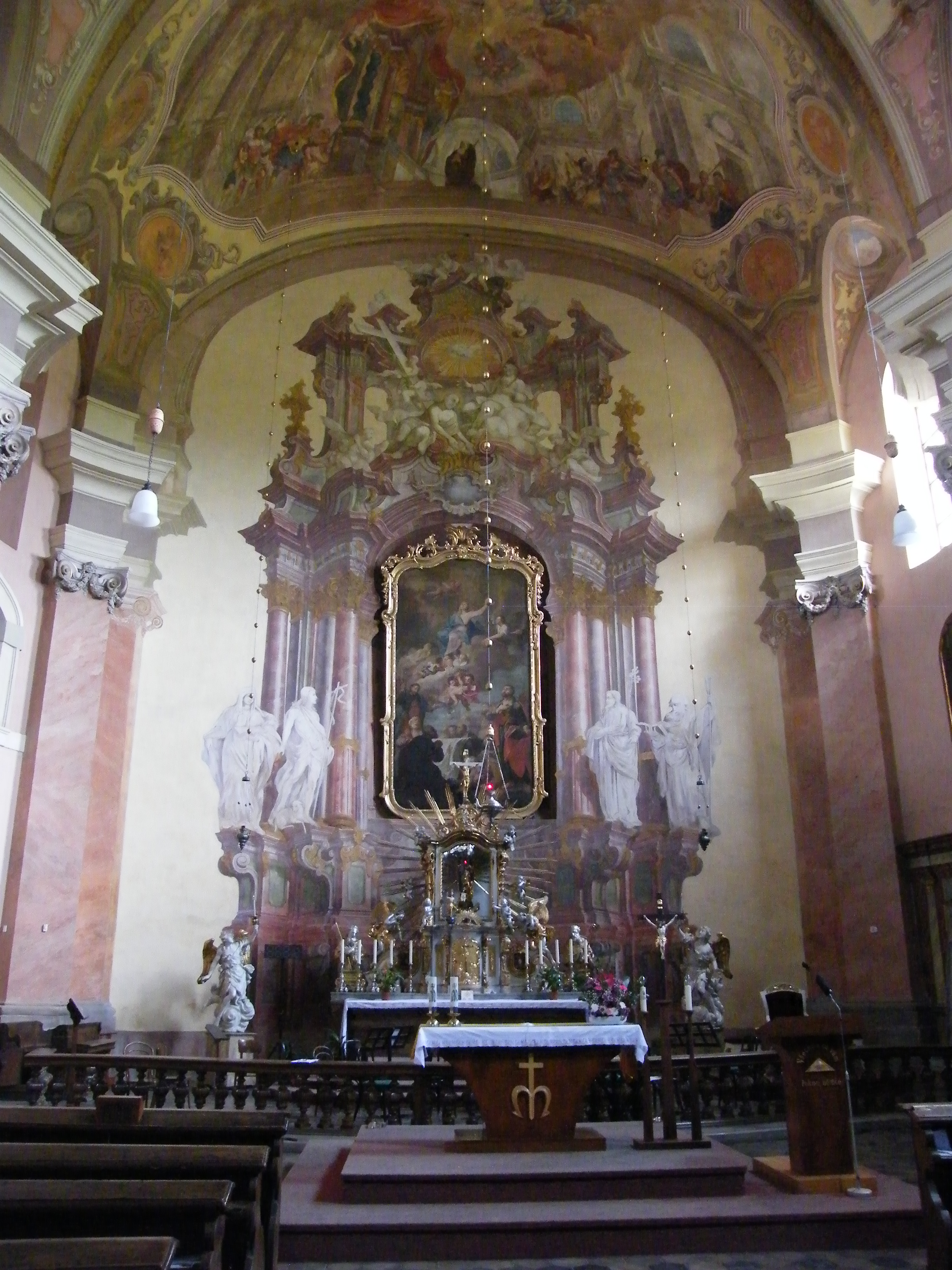
Hlavní oltář
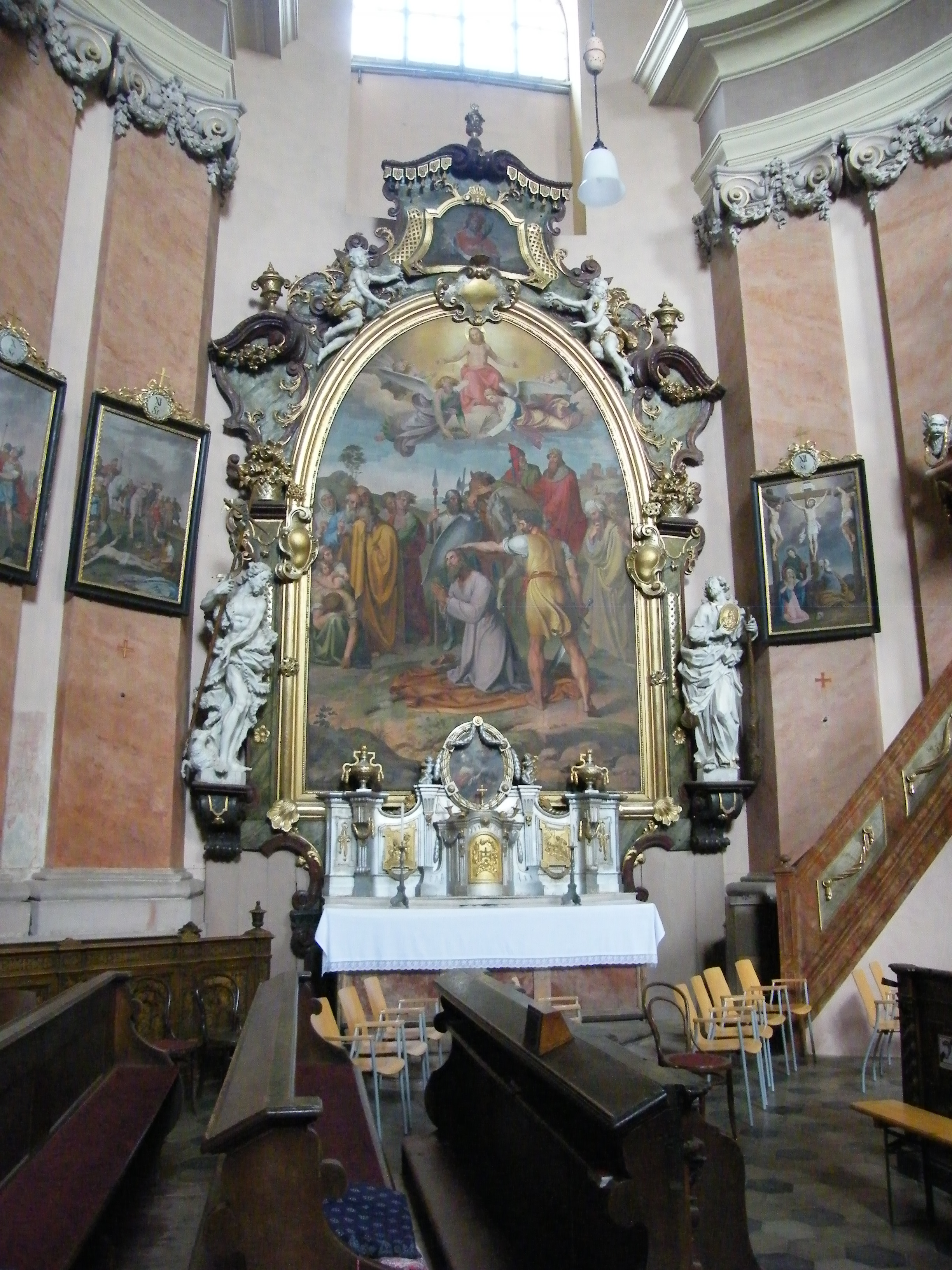
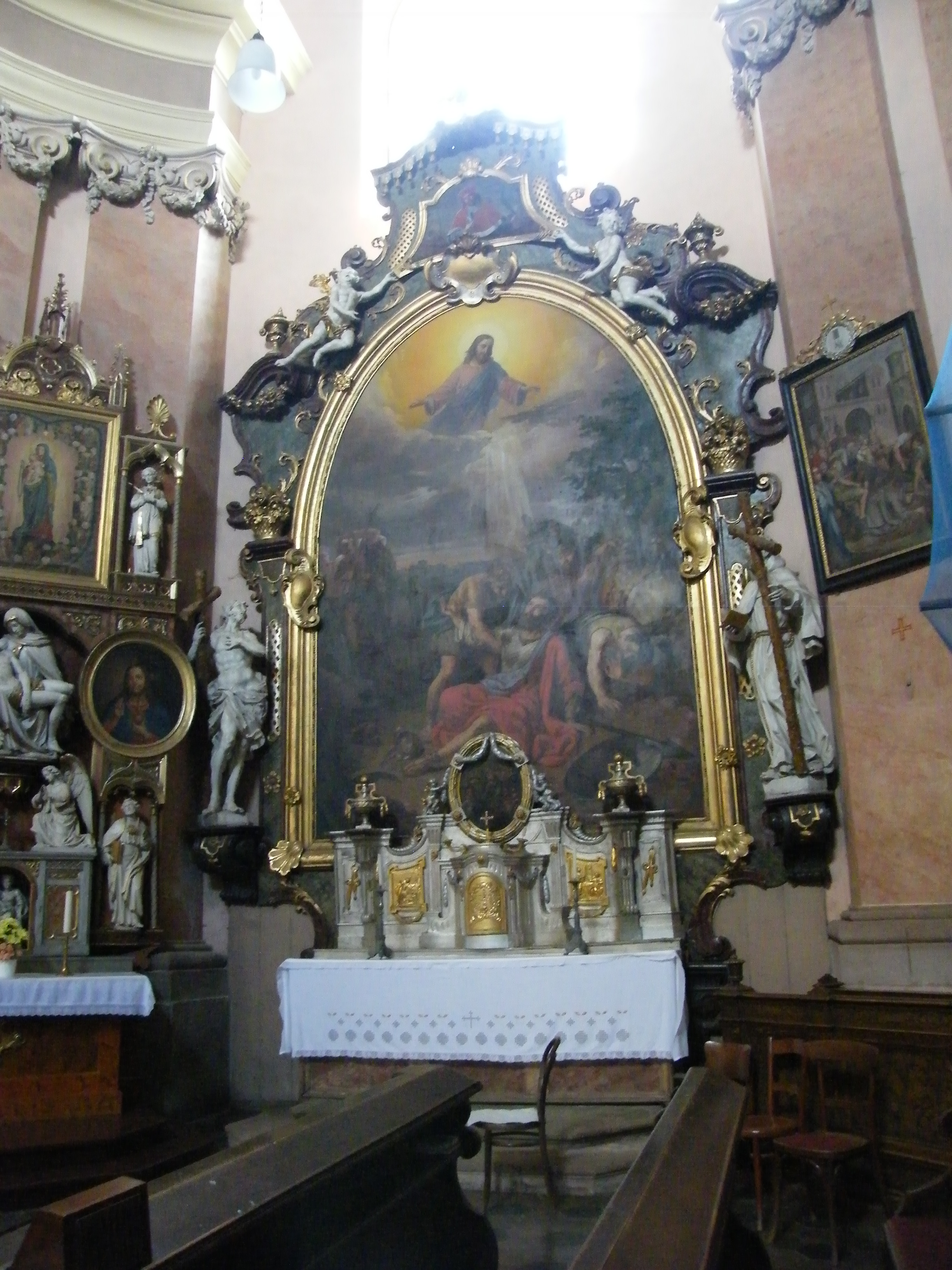
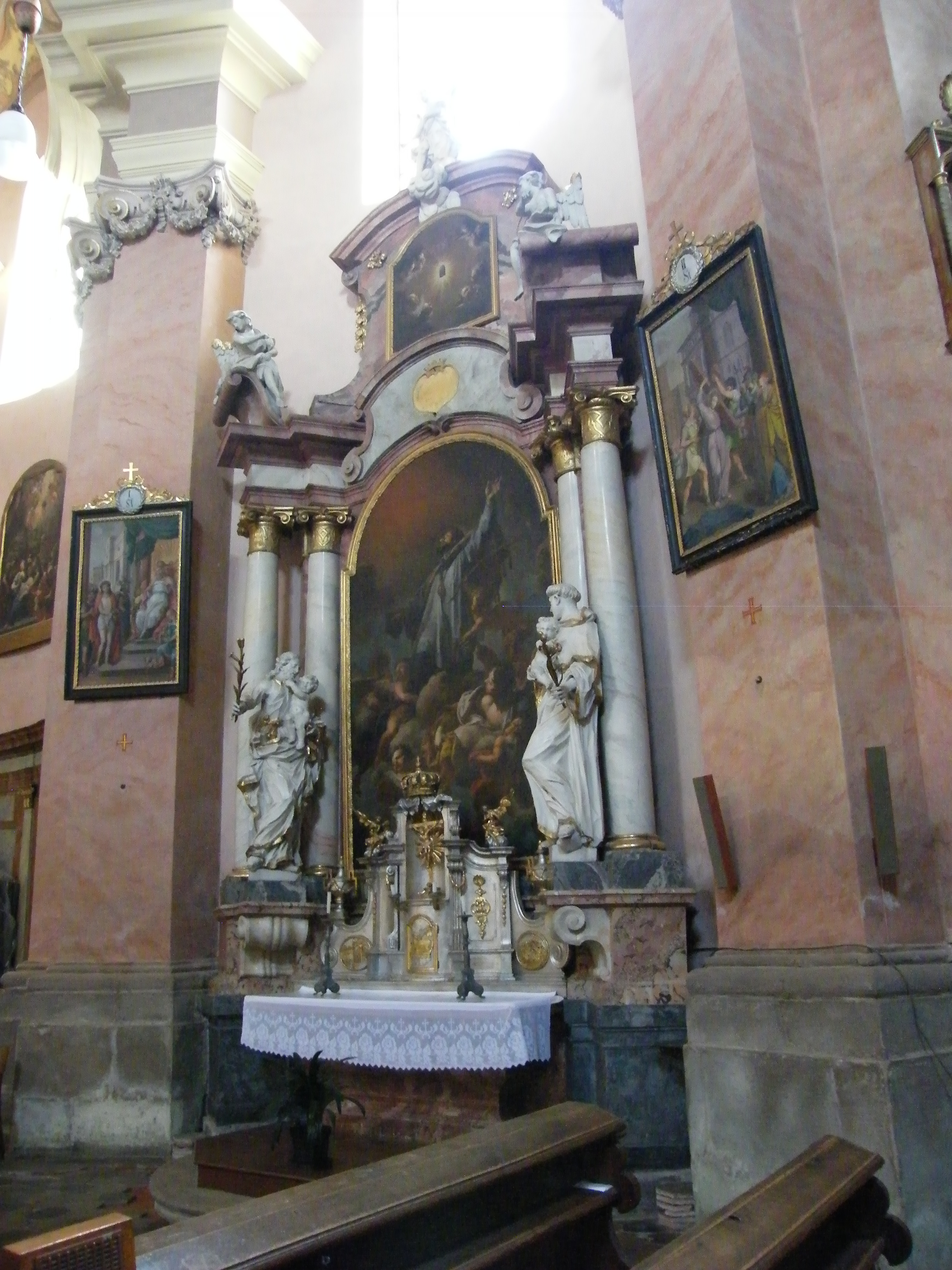
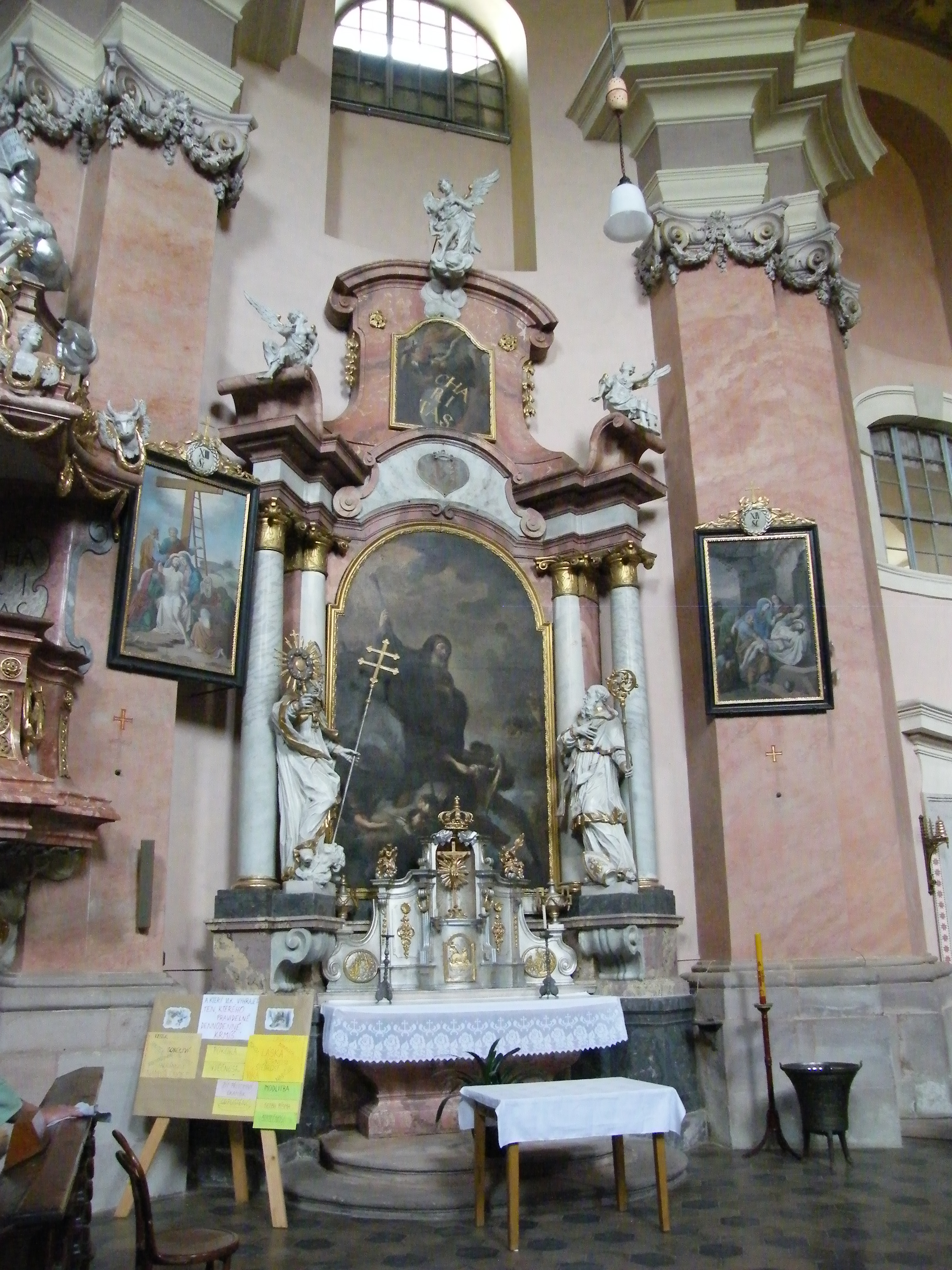

### Růžencové schodiště
Kryté barokní růžencové schodiště ke klášteru bylo postaveno roku 1735. Má 50 schodů. Západní strana schodiště je plná, východní je arkádová na pilířích. Střecha je sedlová. Podél schodiště jsou rozmístěny obrazy ze života Panny Marie od novopackého malíře Josefa Mühla. Z původní výzdoby zůstaly zachovány 4 obrazy, které se dnes nachází v křížové chodbě.
V dolním barokním atikovém štítu je předsazena socha Panny Marie. Pod ní se nachází nápis MARIA ORODUJ ZA NÁS! a nad ní letopočet L.P. 1906 odkazující k roku opravy. Na vrcholu štítu je posazen kamenný kříž.
V horním štítu se nachází nápis ZDRÁVAS MARIA!